# 大日本帝国憲法第54条
大日本帝国憲法第54条（だいにほん/だいにっぽん ていこくけんぽう だい54じょう）は、第三章帝国議会の章に規定され、国務大臣と政府委員の議院での発言権を定めた条文である。

## 訳語
国務大臣及び政府委員は、いつでも各議院に出席し、及び発言することができる。

## 関連
日本国憲法第63条